# König-Klasse
Die König-Klasse war eine Klasse von vier Großlinienschiffen der deutschen Kaiserlichen Marine, benannt nach historischen Titeln der brandenburgisch-preußischen Hohenzollern-Dynastie.

## Entwurf

### Bewaffnung
Wie schon bei den Helgoland- und Kaiser-Klassen benutzten die vier Schlachtschiffe weiterhin 30,5-cm-Geschütze als Hauptbewaffnung. Auch die Anzahl der Rohre pro Schiff änderte sich gegenüber der vorangegangenen Kaiser-Klasse nicht, jedes Schiff erhielt zehn Kanonen in fünf Doppeltürmen. Der Fortschritt lag vielmehr in der Aufstellung der Geschütze, die Kaiserliche Marine kopierte nämlich die auf der britischen Orion-Klasse demonstrierte Aufstellung. Als Neuheit im deutschen Schlachtschiffbau standen jetzt alle fünf Türme in der Mittellinie des Schiffes. Vier der Türme standen jeweils in einem überfeuernden Paar auf dem Vorschiff und achtern, während der fünfte Turm zwischen den beiden Schornsteinen Platz fand.
Schon im April 1910 hatte das Allgemeine Marine-Departement eine Denkschrift vorgelegt, in der eine Abkehr von den bisher üblichen Flügeltürmen empfohlen wurde. Das war möglich geworden, weil als Folge der mit der Kaiser-Klasse aufgenommenen Einführung von Dampfturbinen anstelle von Kolbendampfmaschinen weniger Raum für die Antriebseinrichtungen benötigt wurde.
Obwohl er ursprünglich weitere Einheiten der Kaiser-Klasse gefordert hatte, stimmte Großadmiral von Tirpitz nach einiger Zeit dem Anliegen zu, worauf auch Wilhem II. die neuen Pläne bewilligte.
Andere Seemächte waren zwischenzeitlich auf größere Kaliber umgestiegen – ein Wechsel, der in Deutschland erst mit der folgenden Bayern-Klasse realisiert wurde. Ein Wechsel noch bei der König-Klasse hätte zu bedeutenden Kostensteigerungen geführt, weil Krupp bereits an den für die Neubauten bestimmten 30,5-cm-Geschützen zu arbeiten begonnen hatte.

### Panzerung
Durch die günstigere Anordnung der schweren Türme und ihrer Barbetten konnte die Ausdehnung der gepanzerten Flächen reduziert werden. Mit dem eingesparten Gewicht wurden verschiedene Teile des Schiffes stärker geschützt, die Gürtelpanzerung selbst blieb bei 350 mm. Bei den seitlichen Torpedoschotten und dem Panzerdeck wurde wie schon bei den Vorgängern ein neuartiger Nickelstahl verbaut.

### Antrieb
Anfangs ging man davon aus, die beiden äußeren Schiffsschrauben konventionell mit Dampfturbinen auszustatten, während die mittlere Schraubenwelle durch einen 12.000 PS starken Dieselmotor angetrieben werden sollte. Weil sich bei der Entwicklung des Dieselmotors die technischen Fortschritte nicht schnell genug einstellten, plante man den Dieselmotor nur für die letzten beiden Schiffe ein. Als klar wurde, dass sich die Fertigung weiter verzögern würde (vgl. Prinzregent Luitpold), beschlossen die Konstrukteure, alle Schiffe mit einem reinen Turbinenantrieb zu versehen.
Als eine Neuheit auf deutschen Schlachtschiffen wurden drei der insgesamt 15 Kessel vollständig mit Schweröl befeuert, der Rest verbrannte wie gewohnt Kohle. Trotz der großen Vorteile der Ölfeuerung konnte sich die Marineleitung bis 1918 nicht zu Großkampfschiffen durchringen, die ausschließlich mit Schweröl betrieben wurden. Dies lag nicht am technischen Stand der Dampfkessel, es bestand aber die berechtigte Angst, im Kriegsfall von ausreichendem Ölnachschub abgeschnitten zu werden. Kohle hingegen stand damals in Deutschland reichlich zur Verfügung, die Flotte konnte also ohne Bedenken auf kohlegefeuerte Kessel ausweichen.

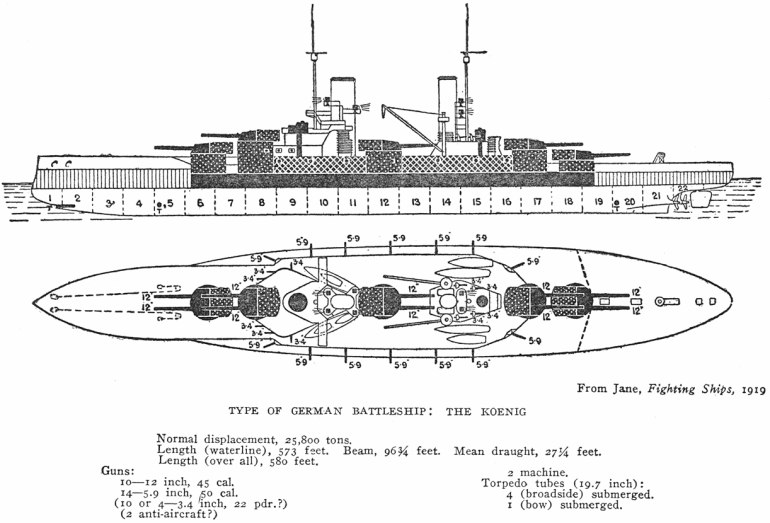
Schematische Darstellung der Panzerdickenverteilung auf Schiffen der König-Klasse

## Schiffe der Klasse
| Name            | Bauwerft                         | Kiellegung    | Stapellauf       | Indienststellung | Verbleib                                      |
| --------------- | -------------------------------- | ------------- | ---------------- | ---------------- | --------------------------------------------- |
| König           | Kaiserliche Werft, Wilhelmshaven | Oktober 1911  | 1. März 1913     | 9. August 1914   | am 21. Juni 1919 in Scapa Flow selbstversenkt |
| Großer Kurfürst | AG Vulcan, Hamburg               | Oktober 1911  | 5. Mai 1913      | 30. Juli 1914    | am 21. Juni 1919 in Scapa Flow selbstversenkt |
| Markgraf        | AG Weser, Bremen                 | November 1911 | 4. Juni 1913     | 1. Oktober 1914  | am 21. Juni 1919 in Scapa Flow selbstversenkt |
| Kronprinz       | Germaniawerft, Kiel              | November 1911 | 21. Februar 1914 | 8. November 1914 | am 21. Juni 1919 in Scapa Flow selbstversenkt |